# Gerald Glatzmayer
Gerald Glatzmayer (14. prosince 1968 Vídeň – 11. ledna 2001 Schwechat) byl rakouský fotbalista, záložník. Zemřel 11. ledna 2001 během autonehody.

## Fotbalová kariéra
V rakouské bundeslize hrál za FK Austria Wien, First Vienna FC 1894 a FC Admira Wacker Wien, nastoupil ve 177 ligových utkáních a dal 28 gólů. V nižších soutěžích hrál za SKN St. Pölten. V Poháru mistrů evropských zemí nastoupil ve 3 utkáních a v Poháru UEFA nastoupil v 10 utkáních a dal 2 góly. V roce 1986 vyhrál s Austrií rakouskou bundesligu i rakouský pohár. Za reprezentaci Rakouska nastoupil v letech 1988–1990 v 6 utkáních dal 1 gól. Byl členem rakouské reprezentace na Mistrovství světa ve fotbale 1990, nastoupil v 1 utkání.

## Ligová bilance
| Ročník                                | Zápasy | Góly | Klub                  |
| ------------------------------------- | ------ | ---- | --------------------- |
| Rakouská fotbalová Bundesliga 1985/86 | 5      | 0    | FK Austria Wien       |
| Rakouská fotbalová Bundesliga 1986/87 | 19     | 1    | FK Austria Wien       |
| Rakouská fotbalová Bundesliga 1987/88 | 25     | 2    | First Vienna FC 1894  |
| Rakouská fotbalová Bundesliga 1988/89 | 34     | 7    | First Vienna FC 1894  |
| Rakouská fotbalová Bundesliga 1989/90 | 30     | 12   | First Vienna FC 1894  |
| Rakouská fotbalová Bundesliga 1990/91 | 25     | 4    | FC Admira Wacker Wien |
| Rakouská fotbalová Bundesliga 1991/92 | 20     | 1    | FC Admira Wacker Wien |
| Rakouská fotbalová Bundesliga 1992/93 | 19     | 0    | FC Admira Wacker Wien |
| Rakouská fotbalová Bundesliga 1993/94 | -      | -    | FC Admira Wacker Wien |
| Rakouská Erste Liga 1994/95           | -      | -    | SKN St. Pölten        |
| CELKEM 1. liga                        | 177    | 28   |                       |